# Hovioikeudenpuisto
Le parc de la Cour d'appel  (finnois : Hovioikeudenpuisto) est un parc au centre de Vaasa en Finlande.

## Présentation
La conception du parc de la Cour d'appel est lancée par l'architecte Carl Axel Setterberg en 1855.
Les arbres les plus anciens du parc de la Cour d'appel remontent aux années 1870. 
Le pavillon de la plage construit dans le parc date de 1869. 
De nos jours, le pavillon abrite le restaurant Strampen.
L'été le parc est planté de fleurs.

## Statues
Une statue de jäger est érigée le parc, près de Vaasanpuistikko. 
Les Jaegers appartenaient au 27e bataillon de jägers. Ils ont reçu leur formation militaire en Allemagne au moment de l'indépendance de la Finlande. 
Les Jaegers sont revenus de l'entraînement le 25 février 1918 en Finlande et se sont rassemblés sur la place du marché de Vaasa. 
La statue est sculptée par le capitaine Lauri Leppänen (fi) en 1958. 
Un monument en mémoire du professeur Artturi Leinonen se trouve aussi dans le parc de la cour d'appel. 
Le mémorial est sculpté par Terho Sakki (fi) en 1981.